# Arthur Cazaux
Arthur Cazaux (født 23. august 2002 i Montpellier, Frankrig) er en professionel tennisspiller fra Frankrig.